# Indira Ferrer-Morató
Indira Ferrer-Morató –abans Roser Ferrer-Morató– (Girona, 1978) és una soprano lírica catalano-índia que, per la qualitat dúctil i vellutada de la seva veu, destaca en els gèneres oratori, lied i cançó, encara que també hagi interpretat diversos rols operístics. Així mateix, és especialista en música lírica cubana. Ha estat dirigida per Horst Sohm, amb el qual ha realitzat diferents gires per Alemanya; pel compositor i director Joan Martínez-Colàs en el paper protagonista femení (Indira) a L'home del paraigua, òpera dedicada a Vicenç Ferrer; és patrona de la Fundació Ernest Morató, entitat dedicada a impulsar el reconeixement de l'havanera com un fet cultural català de primera magnitud i actua assíduament en diverses gales i concerts benèfics.

## Discografia
- 2009 "La Bella Cubana" junt amb el grup Contradanzafusión
- 2010 "Entre dones" col·laboració d'Indira Ferrer-Morató amb Port-Bo.
- 2010 "L'home del paraigua” col·laboració d'Indira Ferrer-Morató dins la mateixa òpera del compositor Joan Martínez-Colas[7]
- 2012 "Dedicado a las señoritas de la Habana” amb el pianista Cecilio Tieles